# جيفري لويس
جيفري لويس (بالإنجليزية: Jeffrey Lewis)‏ هو مغن مؤلف ومغني وموسيقي أمريكي، ولد في 20 نوفمبر 1975 في نيويورك في الولايات المتحدة.

## وصلات خارجية
- الموقع الرسمي
- جيفري لويس على موقع ميوزك برينز (الإنجليزية)
- جيفري لويس على موقع ميوزك برينز (الإنجليزية)
- جيفري لويس على موقع أول ميوزيك (الإنجليزية)
- جيفري لويس على موقع ديسكوغز (الإنجليزية)